# Ухуті
Ухуті (груз. უხუთი) — село в Грузії.
За даними перепису населення 2014 року в селі проживає 375 осіб.